# 第二次川普總統任期遣返行動

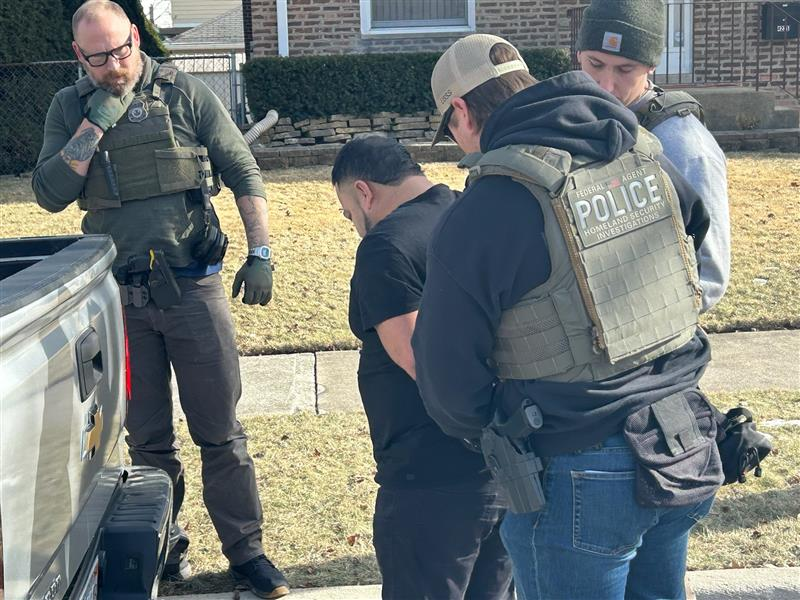
2025年1月26日，美国移民和海关执法局人員拘留一名男子

第二次川普總統任期遣返行動是指唐納·川普第二次擔任美國總統後採取的驱逐非法移民的行動。 特朗普政府推翻了拜登時期的政策，允许美国移民和海关执法局突袭学校、医院和宗教场所逮捕驅逐非法移民。 特朗普政府在缺乏正當法律程序的情况下迅速将移民驱逐出境，並聲稱這一做法符合外國人與煽動叛亂法案。 
2025年1月23日，美国移民和海关执法局开始突襲庇护城市，数百名移民被拘留并被驱逐出境。 美国強行將非法移民驅逐至外國的做法引发了包括哥倫比亞政府在內的一些外国政府的反对。 特朗普政府還將批评特朗普政策或支持巴勒斯坦的活动人士、游客和学生驅逐出美國。 特朗普政府表示截至2025年4月，已有约 14万人被驱逐出境，但有人質疑实际数字大约是该数字的一半。 
川普遣返非法移民後，阿拉巴马州、加利福尼亚州、佐治亚州、伊利诺伊州、印第安纳州、南卡罗来纳州和德克萨斯州都爆发了大规模抗议活动
。2025年6月，美国政府要求美国移民和海关执法局官员暂停对农业场所、酒店和餐馆从业移民的突袭和逮捕。